# 井上勝
井上 勝（いのうえ まさる、天保14年8月1日〈1843年8月25日〉- 明治43年〈1910年〉8月2日）は、明治期の日本の鉄道官僚。正二位勲一等子爵。幼名は卯八（うはち）、通称は弥吉（やきち）。鉄道発展に寄与し、日本の鉄道の父と呼ばれる。長州五傑の1人。ユニヴァーシティ・カレッジ・ロンドン卒業。養親の姓を名乗り野村弥吉とも。

## 生涯

### 長州藩士時代
天保14年（1843年）、長州藩士・井上勝行（1807年 - 1893年）の3男として萩城下に生まれる。幼名は卯八と付けられたが、これは干支が癸卯で8月生まれにちなんだためである。父は大身200石の藩士で、母久里子は同じ長州藩士田坂家の出身ながら、弘化元年12月22日（1845年1月29日）に1歳の卯八を残して没した。また後に父の家督を継承した兄の井上勝一（1831年 - 1886年）も、それぞれ他家に養子へ出された2弟の赤川雄三（1850年 - 1904年）と3弟の湯浅光正（? - 1870年）も、いずれも先に亡くしている。
嘉永元年（1848年）に野村作兵衛の養嗣子となり野村弥吉と改名し藩校明倫館で勉強、開明派で蘭学重視の父に従い西洋学の習熟を志す。嘉永6年（1853年）の黒船来航に伴い長州藩が江戸幕府から相模警備を命じられると、安政2年（1855年）に沿岸警備に駆り出された父と共に宮田（現在の神奈川県横須賀市）へ赴任、そこで同藩の伊藤博文と出会い親交を結ぶ。翌3年（1856年）に萩へ戻り、同5年（1858年）に藩命で遊学した長崎で再会した伊藤と共に長崎海軍伝習所にて1年で洋学兵法を学び取ったがそれだけでは飽き足りなかった。帰郷から間もない安政6年（1859年）に藩に命じられ江戸に出て蕃書調所へ入学、航海術を中心に勉強したものの、まだ満足のいかなかった弥吉は万延元年（1860年）に船で箱館へ向かい、武田斐三郎の塾を訪れて航海術と英語の取得を目指した。ところが翌文久元年（1861年）に萩の養父に呼び戻され、郷里でも学問への意欲は尽きず、養父を説得して文久2年（1862年）に再び江戸に到着、英学修業のため横浜と江戸を往復しつつ外国留学を考えるようになっていった。
1年経ち、ジャーディン・マセソン商会から長州藩が購入した癸亥丸の船長に任命され（文久3年（1863年）3月10日）、測量方の山尾庸三らと共に横浜を出航して大阪・兵庫を経由して長州藩の三田尻港まで航行した。この時、京都にいた世子毛利元徳が帰藩のため癸亥丸に乗船予定であったが、操船に不安があったため、京都の長州藩邸の役人は庚申丸を選び、癸亥丸を随従させるという決定を下した。自らの操船に限界を感じた二人は、留学への思いを強めることになった。帰藩した山尾と野村はただちに洋行留学の願いを出し、陸路で京都に向かった。
山尾・野村、および2人とは別に井上馨からの留学願を受けた周布政之助は、文久3年（1863年）4月3日、貿易商会伊豆倉商店の番頭・佐藤貞次郎（加賀藩との商用のため、山尾・野村の癸亥丸に乗船しており、3月20日頃兵庫で下船し、3月26日には上洛していた）を祇園の一力茶屋に招いて、この計画実現への助力を請い、承諾された。4月18日には藩主の許可が下り、一人当たり200両、計600両が3人に与えられたが、藩内外には脱藩したことになった。4月28日に井上・野村は京都を発ち、5月6日に江戸に到着した。山尾は身分の違いからか別行動らしく、江戸に着いたのは5月1日とされる。
5月7日（6月22日）、駐日イギリス総領事エイベル・ガウワーを訪ね洋行の志を述べ、周旋を依頼する。ガウワーからは船賃が700ドル（約400両）、1年間の滞在費を含めると1000両は必要と聞かされる。江戸到着後さらに2人（伊藤博文・遠藤謹助）増え、5人分つまり5000両が必要になった。洋行にあたって藩主の手許金から1人200両（井上・伊藤・山尾の3人で600両）を支給されたが当然足りなかった。そこで、伊豆倉商店の番頭佐藤貞次郎と相談し、麻布藩邸に銃砲購入資金として確保していた1万両の準備金があったので、佐藤は「藩邸の代表者が保証するなら5000両を貸す」ということになり、藩邸の留守居役村田蔵六に、死を決してもその志を遂げたいと半ば脅迫的に承諾させ、5000両を確保することができた。
5月12日、ガウワーによる斡旋（あっせん）の下、5人はチェルスウィック号（ジャーディン・マセソン商会船籍）に乗り合わせて上海に渡る（この5人は後に長州五傑（「長州ファイブ」）と呼ばれることとなる）。上海でイギリスを目指す一行はイギリス建造の2隻の船に分かれ、山尾と遠藤、野村は900トン余りの客船ホワイト・アダー号（ロイド船級10A1）に旅客として身を預けた。伊藤と井上は船員の扱いで帆船ペガサス号（525トン・同船級15A1）に乗り組むと130日の船旅を働いて過ごした。ホワイト・アダー号は洋上の長旅を経た10月にロンドンに着岸、野村弥吉はユニヴァーシティ・カレッジ・ロンドン（UCL）に入学し、明治元年（1868年）まで鉱山技術・鉄道技術などを学ぶ運びとなる。
年が明けた元治元年（1864年）、井上と伊藤は滞在1年で帰国、翌慶応元年（1865年）に薩摩藩第一次英国留学生と出会い日本人同士の交流を喜んだのもつかの間、藩支給の経費が少なくなり困窮は足かけ4年にわたった。遠藤は病気が悪化して慶応2年（1866年）に日本を目指し、残った野村は山尾とふたり、2年にわたって苦境に堪えると、明治元年9月、無事、UCL卒業を果たした。同年、木戸孝允の「母国で技術を役立てるように」との再三の要請により11月に山尾ともども帰国。
長州藩へ戻ると養親の野村家を離れて実家に復籍し、野村から井上への改姓に重ねて父の名前から1字もらい「井上勝」と名乗ることとなった。長州藩から鉱山管理の仕事を任された井上は、明治2年（1869年）に木戸の呼びかけに応じ新政府に出仕、10月に大蔵省造幣頭兼民部省鉱山正に取り立てられ、先に大蔵省へ出仕していた伊藤の部下に配属され近代事業に携わることになる。

### 鉄道事業の推進
大蔵省に勤務してからは伊藤や大隈重信といった鉄道敷設推進派らと共に1幹線3支線との構想を発表する。とはいえ、当初は鉄道技術が日本にないためイギリスのお雇い外国人に頼るしかないという現実があり、勝は明治2年11月5日に岩倉具視・澤宣嘉とイギリス公使ハリー・パークスの会見に出席して岩倉らの通訳を務めていたが、まだ鉄道に関する方針に踏み込めなかった。続いてパークスが紹介したホレーショ・ネルソン・レイと伊藤らとの交渉で、イギリスが外債および技師と建設材料を提供して鉄道敷設を進めることになった。しかしレイは日本国債をロンドン株式市場に流して自分の個人口座に利ざやが入るようにした。政府はレイとの交渉を打ち切り、外債をとりつける新しい交渉相手を決めた。1845年に香港で創立されたオリエンタル・バンクである。
政府はイギリス人技師エドモンド・モレルを中心として敷設事業を展開、勝はその下で実技を習得しつつ路線を敷く実務に携わり、先の構想に基づき新橋駅 - 横浜駅（後の桜木町駅）間の鉄道に着手、合わせて明治3年（1870年）10月19日に新設された工部省に所属を移し、山尾と同時に工部権大丞を拝命。翌明治4年（1871年）7月23日には工部大丞に昇進すると鉱山寮鉱山頭と鉄道寮鉄道頭も兼任（8月15日以降）、後に鉄道頭専任となるなど、鉄道事業との関わりを本格化させていくことになる。
鉄道頭では無かった頃の勝は、明治3年3月17日の測量から始まった新橋 - 横浜間（29km）敷設に直接の関与はほとんどなかった代わりに、鉄道建設に反対する一般国民や黒田清隆ほか政治家の説得に当たり、海上に線路を敷く築堤工事に参加、明治4年9月23日に建設途中で死去したモレルの後を継いで工事継続に努めるなど、間接的に工事を推進、全線は明治5年（1872年）9月12日に開通させ、日本の鉄道開業に尽くした。また神戸駅 - 大阪駅間（32.7km）を追って、明治4年6月15日の大阪駅 - 京都駅（43.4km）の測量に加わると、お雇い外国人が見積もった金額より安い経費を算出して工部省に工事変更を願い出て許可を受ける。鉄道知識と手腕は外国人にも引けを取らないほどに習熟した。
だが、工部少輔に昇進した山尾が上司格になるとたびたび対立し、勝は明治6年（1873年）7月22日に官職を辞任した。おりから関東の鉄道事業は一段落しており、次の仕事は大阪出張を希望し現場指揮を執りたいと申し入れた勝は、鉄道寮を大阪へ移転するようにも頼んだのに山尾がどちらも却下したと腹を立てた末に辞めたとも、山尾の干渉に耐えられなかったともいわれる。この問題は岩倉使節団に加わりヨーロッパを外遊していた伊藤に宛てて勝自身が手紙で辞任を知らせており、帰国した伊藤は工部卿として配下の山尾を説得する。勝は明治7年（1874年）1月に鉄道頭に復帰、2月に鉄道寮移転も認められ事態は解決、勝はしばらく関西方面の鉄道敷設に集中していくことになる。
明治7年5月11日にお雇い外国人の手で神戸 - 大阪間が、明治10年（1877年）2月5日には大阪 - 京都間も開通。ひとまず関西方面も開拓されたが、この間に士族反乱が相次ぎ、政府は財政難と治安悪化に直面した。勝は事態打開のため明治9年（1876年）に伊藤に更なる鉄道網の延長を迫り、京都から大津へ東の延伸計画は決定されたものの、西南戦争勃発で鉄道工事どころではなくなり、敷設は明治10年中には行われなかった。代わりに日本人の鉄道技術者育成は認められ、明治10年1月に鉄道寮が鉄道局に改称し勝が鉄道局長に就任、5月に大阪駅構内に工技生養成所を設立し飯田俊徳とトーマス・シャービントンの2人と協力して技師を養成、長谷川謹介・国沢能長らを輩出した。やがて工部省が創設した工部大学校も技術者を養成し始めると、一方で養成所は目標を達成したとして明治15年（1882年）に閉鎖し、他方で明治10年以降、お雇い外国人を順次解雇して養成所卒業生と入れ替えていき、同胞と力を合わせて鉄道工事に傾注していく。
明治11年（1878年）4月に政府の国債発行で資金調達の当てが出来ると8月21日に京都 - 大津駅間（浜大津駅に改称、18.2km）の工事に取り掛かり、逢坂山トンネルを着工。作業は全体を4区に振り分け、飯田俊徳を総監督に長谷川・国沢・武者満歌・千島九一・佐武正章・三村周・南清ら#養成所第1回入学生を配置して実習を兼ねた工事作業に充てて、勝も自ら草鞋（ぞうり）・脚絆（きゃはん）を履いて現場を指揮すると、鶴嘴（つるはし）を振るい開拓した。外国人を排除した作業は逢坂山を掘り進める区間が難航、明治12年（1879年）8月20日に死者4人を出す落盤事故が発生したものの、明治13年（1880年）7月15日に完成、日本人のみの手によって施工された初のトンネルとなる。
更なる延伸も検討されたが、京都 - 東京間のルートが決まらず財政難の状況で、琵琶湖南岸の大津から直接、東へ進出するには無理があるとして大津からの工事は中断、代案として京都 - 大津間は途中の馬場駅（現在の膳所駅）でスイッチバックして大津駅へ到着、琵琶湖は鉄道連絡船（太湖汽船）で渡し湖東の長浜駅まで航行する手段が採用される。明治15年5月から藤田伝三郎の企画で同汽船会社が操業する。これに先立つ明治12年には琵琶湖から敦賀港に接続する路線を測量して明治13年4月に着工、連絡船就航を挟んで長浜駅 - 金ヶ崎駅（現在の敦賀港駅）間は着工から4年後の明治17年（1884年）4月16日に開通した。工事総監督は京都 - 大津間の時と同じく飯田が請け負い、現場の作業は長谷川ら#養成所出身の技師が手掛けており、前出の逢坂山トンネル以上に距離が長い柳ヶ瀬トンネルの開削成功は、確実に日本人技師が自立していることを示した。

### 中山道工事の中断
京都と東京を結ぶ線路の道筋は中山道か東海道か、当初から選択を保留したまま、両所の端から敷設作業を進める方針で着工していた。きっかけは明治3年に小野友五郎・佐藤政養の2人が東海道を測量調査し、報告書に「陸・海どちらからでも運行可能な東海道より、険峻で村々の交通が不便な中山道に鉄道を通して流通を発達させた方が経済発展に繋がる」と提言、#モレルの後任として来日していたリチャード・ボイルも明治7年から翌8年（1875年）の中山道調査および明治9年の報告書で同様の主張をしたため、政府も態度を決めかねていたのである。この頃士族反乱が頻発、財政難であったことも躊躇の理由に入っていた。
勝は中山道に沿った延伸を目指し明治14年（1881年）6月に政府に企画書を提出、長浜から東へ進み関ヶ原までの敷設を主張したが却下されたため、明治15年2月に工部卿佐々木高行に宛てて建白書を提出、前年に発足した私鉄の日本鉄道会社が東京 - 青森駅間の敷設を企画している点に触れると、鉄道推進に繋がる点は歓迎できるが途方も無い計画であると批判、中山道を通り途中の高崎に至るルートの重要性を指摘し、長浜 - 関ヶ原間ばかりか東京 - 高崎間の東西両方の敷設工事を自分に任せるように、また合わせて敦賀方面の工事に携わった従業員の失業回避の必要性も取り上げた。佐々木の認可は3月に下り、6月から翌16年（1883年）5月1日にかけて長浜 - 関ケ原駅間を開通させた。一方、東京から高崎までの計画は停滞、明治16年5月に工部省代理山縣有朋に宛てて関ヶ原から東側の大垣を経て加納までの延長を希望したが、実現の見通しは立たなかった。
同年8月、政府から路線の内定を求められると#ボイルの報告書を元に中山道ルートが最適と具申、高崎 - 大垣間の両端から漸次、測量・着工すべきと方針を固めたところ、9月に政府のルート決定が下りて国債も募集された。すでに同年7月から工部大輔兼工部技監に就任した勝は東京へ戻り、東京と中部地方を行き来して努める。明治15年6月5日から明治17年8月20日まで日本鉄道会社に代わり上野駅 - 高崎駅間の工事を進め、明治18年（1885年）3月1日に赤羽駅から上野、南は品川駅まで延長、10月15日に高崎から西の横川駅まで通じさせ、中部地方では大垣から四日市（四日市港）までの敷設にも取り組んでいる。
中山道路線の着工は明治17年5月、四日市から大垣まで資材運搬路線を敷く所から始まり、その目的とは神戸港から船で運んだ資材を四日市で水揚げして名古屋経由で現場へ届けることにあった（同月に関ヶ原 - 大垣駅が開通）。ところが四日市から先の路線は揖斐川・長良川・木曽川など川に橋を架ける箇所が多く難工事が予想されて断念、計画は修正して翌明治18年3月、四日市の東に位置する半田港を選び直した上で大垣 - 名古屋駅 - 半田駅路線に変え工事を推し進めると、明治19年（1886年）3月に半田線（後の武豊線）を開通させた。だが、この頃から中山道路線に疑問を感じ始めた勝は、明治17年5月から2ヶ月かけて高崎から中山道を辿り（たどり）神戸まで往復して自ら実地を検分すると、中山道の険しい道のりで工事の進み辛さを実感、明治18年2月には部下の原口要に密かに東海道調査を命じて変更の可能性を探らせた。
やがて懸念は現実の物になり、横川から先は標高552mにおよぶ碓氷峠の急勾配が建設上の難問になり、機関車が登りにくいのに峠越えにこだわって多くのトンネルや橋を築こうと長期間をかけるか、あるいは長距離を迂回して線路を通すかの選択に悩まされた勝は、一旦、碓氷峠を後回しすると名古屋方面側の軽井沢駅から上田駅を繋ぎ、直江津線として上田から北の直江津港（直江津駅）をも結ぶ構想を先行させた。いざ5月からその測量に取り組んだものの、難工事で一向に進展しない状況はこちらも変わらず、原口が持ち帰った東海道の調査報告を読んで路線の変更を決断した。明治19年3月に第1次伊藤内閣に提出した変更の書類が却下されると、部下の南清らを中山道に派遣して工事困難の理由をまとめさせ、伊東首相と山縣に根回しをして了解を取り付け、7月に内閣へ再び提出し変更許可が下りたところで東海道路線敷設に取り掛かった。この時に放棄された直江津 - 上田 - 軽井沢間の全通は明治21年（1888年）12月を待つことになる。

### 路線を東海道へ変更、完成
原口と南に任せた東海道測量が11月に仕上がると直ちに着工、原口・南・国沢・飯田・長谷川など腹心達を揃えて工事を進め、明治20年（1887年）7月に横浜 - 国府津駅が、そこから西の山北駅 - 御殿場駅間を阻む箱根の峠越えには苦戦したが、トンネル掘りの玄人・南一郎平が力を尽くしたおかげで開削し、山北 - 御殿場 - 沼津駅 - 静岡駅まで線路が繋がった。以後も西へ工事を延長、同年5月から翌明治21年9月まで豊橋駅 - 大府駅が開通、富士川・大井川・天竜川にも鉄橋を架け、明治22年（1889年）2月1日に静岡駅で開業式が行われ、4月16日に横浜 - 大府間が開通した。そして7月1日に大津 - 長浜間も開通し東海道本線（397.4km）が全線開通した。
16日に勝は伊藤になり代わった黒田清隆首相に東海道線開通を報告、19年前の事業開始からの苦心談や開通の喜び、部下達の功労を称えた内容を書き送った。また、外務大臣に着任した大隈重信にも書簡を寄せ、鉄道敷設を決定した大隈と伊藤を褒め称えた。東海道線開通で勝は勲一等に叙せられ瑞宝章を受け、また明治20年に叙せられた子爵の身分により明治23年（1890年）7月10日に貴族院議員に選ばれており、鉄道局が9月6日に鉄道庁と改称され内務省管轄に移管されると初代鉄道庁長官に就任した。鉄道敷設に燃やす意欲は衰えず、1度は挫折した横川 - 軽井沢間に線路を通すため仙石貢・松本荘一郎・本間英一郎や#シャービントンらの力を借り、明治24年（1891年）に着工し翌明治25年（1892年）12月に終えた。
東海道線完成後は日本鉄道会社の監督・指揮を行い東京 - 青森間の開通に尽力、第1区線（東京 - 高崎）から延伸する大宮駅 - 白河駅の第2区線を明治18年1月5日から明治20年7月16日の2年で完了、白河 - 仙台駅に伸びる第3区線も明治19年8月から明治20年12月15日に完成させた。その後も北進を続け第4区線の仙台 - 盛岡駅は明治23年11月1日に、最後の第5区線（盛岡 - 青森）は明治24年9月1日に繋がり、現在の東北本線も全線開通させ、鉄道庁長官として鉄道事業の発展に尽力した。

### 小岩井農場
東北本線の工事を進めながら、明治24年に小野義眞や岩崎弥之助らと共に小岩井農場を設立している。それは鉄道敷設と共に「美田を潰した償い（つぐない）」だと後に語っているが、華族として授かった名誉を維持するため、大農場を元手に財産を築き経済基盤を固める必要性に迫られたからともされる。経営は同年から始まったが、雪や冷害が厳しい上に土地も生産力が弱く、豊作の可能性は低かった。おまけに勝も農業知識が無いまま桑や牛馬を投入しては枯らしたり数を減らし、多忙にあかせて管理を任せた人間も農業が不得意で、飼料が高くかかり牧畜も売却益が出ない赤字経営に陥った。完全に経営に行き詰った勝は藤波言忠と新山荘輔に相談の上、明治31年（1898年）1月30日に牧場を岩崎弥之助の甥久弥に譲ると経営から手を引き、小岩井農場は後進に委ねられることになる。

### 私鉄鉄道への対応
鉄道経営が国営か私営かについて初めはそれほどこだわっておらず、明治3年に大隈から東京 - 大阪間の予算見積もりを命じられた前島密が著した『鉄道臆測』で、株式の発行によって私鉄経営の予算を調達する提案をした時はその予算編成を称賛、経営方針に対してはそれほど注意していなかった。また、明治15年2月の佐々木宛の建白書でも日本鉄道会社の長大な予定線を批判しつつも、設立自体は民間初の壮挙と歓迎している。
この見方が批判に変わり鉄道国有化の必要を唱えるのは明治16年3月、中山道ルート敷設主張の5ヶ月前に当たる時期に佐々木に提出した「私設鉄道に対する鉄道局長論旨」であり、8項目にわたる私鉄の弊害を挙げたのである。民営鉄道の利益優先主義と競合は、他の会社との競争に熱中するあまり無駄な路線敷設が増加し国家の鉄道敷設の邪魔になる、予算膨張を恐れたり利益が赤字になる可能性があれば交通の便に必要な建設計画を実行せず、せっかく作った施設も放置して改良しない、会社の鉄道独占が国家の介入を阻む恐れがあるなど、新しい線路鉄道発展にマイナスとなるとする。加えて、国家の保護を受けない会社の将来性に期待出来ないため、鉄道国有化と私鉄批判を主張しだした。
明治19年から一種の投機熱が工業界で流行、私鉄が続々と設立される状況になると工事進捗と利益増が見込めるとして歓迎する一方、「鉄道工事は多額の資金が必要で事前の入念な準備も欠かせず、審査を経て確実な収入を見込んだ上で計画が実行されるべき」「にも関わらず、私鉄設立を考える者には簡単に稼げると思い込んだ安易な投資が多い」と無計画な設立と投資家の楽観を批判、万一私鉄が失敗して鉄道業界全体に世間の印象が悪化した場合を懸念している。また、小鉄道会社乱立により短い路線が増加しても利益が上がらず、長い路線を敷設して大鉄道会社の少数経営とし、貨物や旅客を運んだ方が効率が良いと主張、独占事業と非難する事業家達との溝が生じていった。ただ、勝がの批判の対象は見切り発車で動く事業計画についてであり、私鉄全体を否定しているわけではない。
地方からも敷設の声が相次ぎ、明治16年7月に福岡県令岸良俊介から佐々木へ宛てて、福岡の鉄道敷設のため下調べに工部省から官僚を派遣してほしいとの願書が提出された際、勝は地方利益誘導には鉄道が必要とする岸良の請願に応じ、私鉄が設立された時は許可しつつも、鉄道敷設と営業は政府が、資金提供は私鉄が分担する方針を上申した。これは日本鉄道会社との関わりと同じで、岸良に代わり福岡県令となった安場保和が伊藤宛ての明治19年6月の手紙で門司駅 - 熊本駅間の私鉄敷設を上申した時、勝の伊藤宛て意見書に同様の主張で役割分担した上で許可を出すべきと提案した。
私鉄認可の方針がこのように固まると、明治20年3月22日に伊藤に私設鉄道条例を上申、これが容れられ同年5月18日に公布され、日本鉄道会社と福岡県の例を参考に私鉄会社設立の条件および鉄道局長官の材料監査・工事監督が明文化され、無闇な私鉄計画停止ではなく、将来における利益が見込めるなら許可を与えることを重視した。この方針に従い勝は続々出願された私鉄路線の許可を下し、明治19年に水戸鉄道（小山駅 - 水戸駅）、両毛鉄道（小山 - 前橋駅）、甲武鉄道（新宿駅 - 八王子駅）、日光鉄道（宇都宮駅 - 今市駅 - 鹿沼駅）の区間を認可、山陽鉄道と九州鉄道の政府保護も受け入れている。一方、安易な地方利益誘導しか考えていない路線は却下している。

### 辞職
鉄道敷設に多大の功績を残した井上勝だったが、開通後の鉄道経営と明治23年11月に開設された帝国議会の討論では精彩を欠くようになる。
井上は東海道線全通に先立ち明治22年4月に鉄道網の拡張を主張し、鉄道庁長官名で｢鉄道政略に関する議｣として松方正義首相に提出する（第1次松方内閣）。この明治24年7月の提議書にはそれまでの持論をまとめ、次の鉄道政策は幹線私鉄の買収と路線拡大による鉄道国有化であるとの試案を述べて、その予算規模を示した。論拠をあげ、短い単線は認めず幹線鉄道と接続させるなら経営を補助するとしても、日本鉄道会社を除く私鉄の敷設作業が進展していない点、事実、兵庫県以西は幹線鉄道すら建設が停滞している点から（現在の山陽本線・鹿児島本線）、国が私鉄を買い上げて事業進展を図り（国有化）、東西の国土軸として東海道線・東北本線などとの接続を構想した。井上案では鉄道網に組み入れる対象は日本鉄道会社を除く8社に限定、各論で私鉄会社ごとの担当線の進捗状況、幹線との連絡に踏み込んでいる。
国有鉄道の敷設事業はこの構想と並行して継続すると井上は主張し、閣議の末、翌明治25年6月21日に鉄道敷設法を生んだ。
しかし同法の制定に至るまですんなり進んだ訳ではない。閣議では井上と尾崎三良・品川弥二郎ら閣僚との考えが食い違い、買収対象を限定した井上案に対し品川らは対案を挙げ、全ての私鉄を対象に含めるという後者が通って井上は憤慨している。また議会に諮ると、代議士には私鉄各社の株主も多く政府が盛り込んだ私鉄買収案を否決する。両毛鉄道を率いた田口卯吉社長は、民営鉄道こそが鉄道発展を促すとして井上と対立した。
その結果、鉄道敷設法は民営鉄道促進の余地を広げるよう修正され、「私鉄買収には議会が設置した鉄道会議の同意も必要」「私鉄も幹線鉄道を敷設出来る」と加筆された。ただし法令施行後、実際に小規模な鉄道会社が乱立して10数年後には鉄道施策の効率は著しく低下、事態を重く見て明治39年（1906年）に鉄道国有法が成立する。

#### 議会と井上
議会開設ののち、慣れない環境に適応出来ないままの井上は、衆議院予算委員会で議員に質問された鉄道予算を答えられず、以後は委員会に出席しなかった。また鉄道庁は鉄道敷設法成立と同じ明治25年7月21日に内務省から逓信省へ移管されて長官の権限が下がると、官邸を安く建てた件、官庁へ出ないで自宅で執務した姿勢、些細なことで部下の仙石貢を罵倒した件などが漏れ伝わる。政府や部下達の信頼を失い在野の新聞から井上左遷を噂されると、かばい続けた松方首相も、次第に政府内の突き上げに抗し切れなくなっていく。
やがて鉄道庁は井上と松本荘一郎を擁立する2派に分かれ、前者は飯田と野田益晴、後者は仙石、原口、増田礼作らが属した。松方が首相を辞し政権が第2次伊藤内閣に移ると、松本派に説得された伊藤と黒田、後藤象二郎らにより井上の辞職が望まれる。井上は伊藤の説得に折れて明治26年（1893年）3月17日付けで鉄道庁長官を退き、飯田と野田も辞職。長官職には松本が任じられ、飯田と野田の後釜には仙石らも座り、松本派が鉄道庁を占めた。
退官に当たり部下達から贈られた屏風は、井上が自ら路線を敷いた琵琶湖の湖東と碓氷峠を描いてあった。感謝をつづった礼状に井上が添えた自身の写真は、ロンドン留学中に見学した鉱山で鉱員の作業服を着た姿を選んだ。明治天皇からは馬具を下賜されている。井上は枢密院入りを打診されるが断り、官界から身を引いた同年10月14日に父を亡くすと東海寺に両親の墓を建立、のちに自身も眠ることになる墓所を東京に置いた（現在の東京都品川区）。

### 晩年
勝は鉄道庁長官を退官後も鉄道発展の道を探り、明治29年（1896年）に汽車製造合資会社（後に汽車製造株式会社）を大阪で設立。機関車製造の材料を外国から輸入する手間を省くことを企図、機関車においても日本で賄える国産化を軌道に乗せ、外国輸入を抑える目的で工業化の促進を図った。経営は順調でなく同業の平岡工場に押されたため、明治32年（1899年）に社長でかつての部下でもあった平岡凞を汽車製造に副社長として迎え入れ、7月5日に改めて開業式を挙げた。汽車製造は明治34年（1901年）に平岡工場と合併、日露戦争を除いて成績は伸び悩んでいたが以後は順調に発展、昭和47年（1972年）に川崎重工株式会社によって吸収合併されるまでの約70年間、延べ7900両を超える機関車や客貨車を製造した。
また、明治28年（1895年）に鉄道職員の養成を目的に、元部下の南清らの提案で学術研究機関・帝国鉄道員会が発足、翌29年（1896年）に帝国鉄道協会と改称され明治32年に発足すると名誉会員に選ばれ、明治42年（1909年）に帝国鉄道協会の第3代会長に就任した。更に明治34年9月から12月まで清へ渡り鉄道を視察、明治39年5月20日に行われた鉄道五千哩（マイル）祝賀会は欠席したが、会場に祝詞を送り鉄道の更なる発展の決意を表明している。
明治43年（1910年）5月、日英博覧会の参加とヨーロッパの鉄道視察を目的に渡欧、イギリスを中心にヨーロッパ各地を調査してロンドンへ戻ったが、持病の腎臓病が悪化して8月2日に亡くなった。享年66。遺体はロンドンで荼毘（だび）に付された後に日本へ運ばれ、東海寺へ埋葬された。爵位は次女千八重子の夫で婿養子に迎えた井上勝純が継いだ。同年8月11日に2人の間に外孫正子（鈴木竹雄夫人）が誕生、翌明治44年（1911年）12月26日に生まれた勝英は、勝純の爵位を承継した。
鉄道事業は後に、原敬や後藤新平に引き継がれた。

## 年譜
- 1843年（天保14年）：長州藩士・井上勝行の3男として萩に生まれる。
- 1863年（文久3年）：井上馨・遠藤謹助・山尾庸三・伊藤博文と共に5人でイギリス留学（長州五傑）。
- 1868年（明治元年）：山尾と共に帰国（井上馨と伊藤は元治元年（1864年）に、遠藤は慶応2年（1866年）に帰国）。
- 1869年（明治2年）10月10日：造幣頭兼鉱山正に就任。[44]
- 1870年（明治3年）5月2日 鉱山事務専任となる。[44]
- 1870年（明治3年）5月3日 民部権大丞兼鉱山正となる。[44]
- 1870年（明治3年）10月21日 工部権大丞兼鉱山正となる。[45]
- 1870年（明治3年）12月19日 免兼官。[45]
- 1871年（明治4年）7月23日 工部大丞となる。[45]
- 1871年（明治4年）8月15日 鉱山頭兼鉄道頭に就任。[45]
- 1872年（明治5年）：新橋 - 横浜間が開通。
- 1872年（明治5年）：鉄道創業の功により、金400円、白縮緬一匹下賜される。[45]
- 1872年（明治6年）：依願免官。御用滞在仰付。[45]
- 1874年（明治7年）：大阪 - 神戸間が開通。
- 1874年（明治7年）1月10日：鉄道頭に就任。[46]
- 1877年（明治10年）1月11日：鉄道寮廃止、任工部少輔、工部省鉄道局長に就任。[46]
- 1878年（明治11年）：飯田俊徳を総監督とし、京都 - 大津間の逢坂山トンネルを着工。日本人のみの手によって施工された初のトンネルとなる。
- 1879年（明治12年）3月14日：任技監。[46]
- 1880年（明治13年）：京都 - 大津間が開通。
- 1883年（明治16年）：長浜 - 関ヶ原間が開通。
- 1884年（明治17年）：長浜 - 金ヶ崎間、関ヶ原 - 大垣間、上野 - 高崎間が開通。
- 1885年（明治18年）：品川 - 赤羽間、高崎 - 横川間が開通。
- 1886年（明治19年）：大垣 - 半田間が開通。
- 1887年（明治20年）5月24日：造幣寮の創業・鉄道の発展に貢献した功績により子爵を授けられる[47]。大宮 - 白河 - 仙台間が開通。
- 1888年（明治18年）：直江津 - 上田 - 軽井沢間が開通。
- 1889年（明治22年）：東海道本線（現在の御殿場線経由）が全通。
- 1890年（明治23年）：鉄道庁長官、貴族院議員。仙台 - 盛岡間が開通。
- 1891年（明治24年）：小野義眞・岩崎弥之助と共同で火山灰土の原野を開墾して小岩井農場（小岩井農牧株式会社）を創立。小岩井の名称は3人の姓の最初の文字を繋げたもの。東北本線全通。

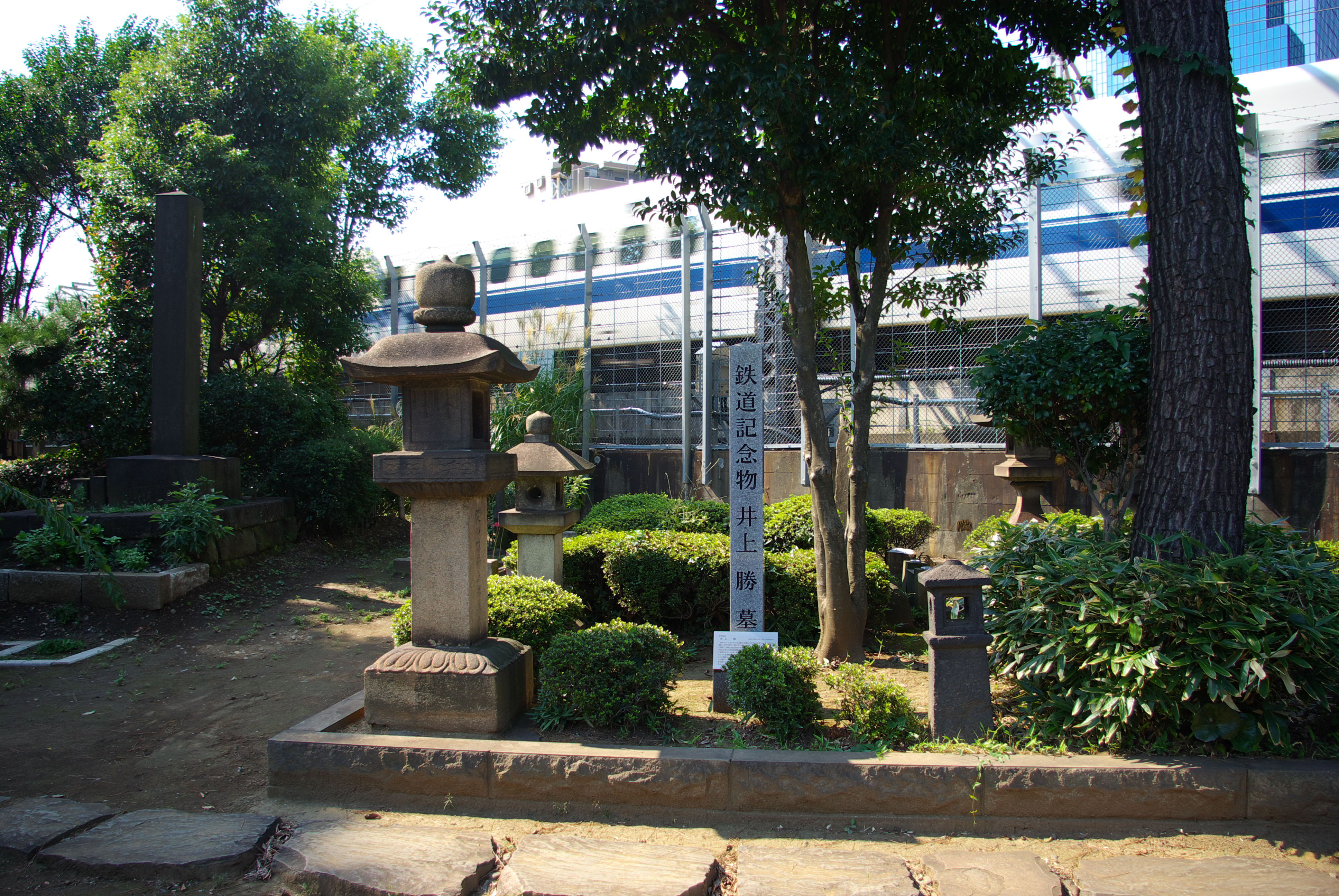
墓所（東海寺大山墓地）。後方は東海道新幹線

- 1892年（明治25年）：鉄道敷設法が公布され、鉄道会議が設置される。横川 - 軽井沢間が開通。
- 1893年（明治26年）：鉄道庁長官を退官。
- 1896年（明治29年）：汽車製造合資会社を大阪で設立。
- 1906年（明治39年）4月1日：勲一等旭日大綬章を受章（鉄道が国有化される）。
- 1909年（明治42年）：帝国鉄道協会の第3代会長に就任。
- 1910年（明治43年）3月28日：鉄道院顧問に就任。[48]
- 1910年（明治43年）：鉄道院顧問として視察中のロンドンにて客死[49]。享年66。養嗣子・井上勝純が襲爵。
- 1964年（昭和39年）：品川東海寺大山墓地内にある墓所が鉄道記念物に指定される。

## 栄典
位階
- 1869年（明治2年）11月13日 - 正六位[44]
- 1871年（明治4年）12月18日 - 従五位[45]
- 1871年（明治4年）7月23日 - 正五位[45]
- 1886年（明治19年）10月20日 - 従三位[50]
- 1893年（明治26年）3月22日 - 正三位[51]
- 1910年（明治43年）8月2日 - 正二位[52]

爵位
- 1887年（明治20年）5月24日 - 子爵[53]

勲章等
| 受章年                     | 略綬 | 勲章名                   | 備考 |
| -------------------------- | ---- | ------------------------ | ---- |
| 1886年（明治19年）11月30日 |      | 勲二等旭日重光章         |      |
| 1889年（明治22年）10月29日 |      | 勲一等瑞宝章             |      |
| 1889年（明治22年）11月25日 |      | 大日本帝国憲法発布記念章 |      |
| 1906年（明治39年）4月1日   |      | 旭日大綬章               |      |

外国勲章佩用允許
| 受章年                    | 国籍         | 略綬 | 勲章名                           | 備考 |
| ------------------------- | ------------ | ---- | -------------------------------- | ---- |
| 1893年（明治26年）4月10日 | カンボジア国 |      | カンボッヂュ勲章グランドクロヲス |      |

## 家族
井上勝彦の養女宇佐子（1855–1907）と結婚、1男3女を儲けた。
- 長男：亥六（1875–1906） - 陸軍工兵大尉になったが、父に先立って死去[59][60]。
- 長女：卯女子（1879–1964） - 森村開作と結婚[61][60]
- 次女：千八重子（1888–1952） - 井上勝純と結婚[59]
- 三女：辰子（1892–1976） - 松方義輔と結婚[59]

## エピソード

### 留学費用
イギリス留学の費用は、2004年時点の貨幣価値に換算して約5億円相当で、130日の航海を終えた5人は飢えたカラスのようだったと記録されている。

### 人物像
勝（まさる）は、その外見風貌から「井上おさる」と渾名（あだな）され同僚に親しまれた。鉄道庁のトップに登りつめてもなお渾名は生きており、勝が策定した無謀とも言える当時の鉄道計画は、随所で「おさる」の名をもって批判されることがあった。しかしそれは鉄道に情熱を燃やす勝への周囲の愛情と表裏一体のものであった。
ロンドン留学時に、あまりの酒豪ぶりに当時の姓の野村をもじって「呑乱（のむらん）」と呼ばれていた。UCLの修了証書に書かれた名前にも「Mr.Nomuran」とある。
大隈重信による井上勝評
- 「井上勝は、子どもの時から剛情な男で、誰彼となく衝突し、工部省ができたころは、勝と衝突しない上役はなく、鉄道初期に功労のあった山尾庸三などは一番ひどかった。その山尾は、勝は俺には使えぬ、とこぼしていた。誰か代わりができるかというと、他に代わりはいない。いなければ仕方がない、勝を使うしかない。井上馨も衝突し、山県有朋も野蛮な奴だと食ってかかられた。それなら勝を追い出してしまえ、と言ったって代わりがいるはずがない。そうしているうちに勝が、鉄道を造ってしまった。そんな中、木戸孝允（生前）だけは勝を敬服していた」

## 記念・顕彰
銅像
1914年に本山白雲の原型制作により東京駅丸の内側の駅前広場に銅像が設置されたが、戦時中の1944年3月金属供出に伴い撤去された。のち井上の没後50年の1959年を機に朝倉文夫の制作により再建され、10月14日除幕式が行われた。その後、工事中に一時、撤去もされながら1987年には駅正面を背に皇居を向く形で立ち、2007年の東京駅復元工事に際し、一時、公共の場から除かれると、2017年12月7日の駅前広場リニューアルに伴い初代像の位置に近く歩行者の流れを妨げない駅前広場北西端に移され、駅舎中央をあおぎ見る形で再び設置された。
銅像は出身地の萩市にもあり、シャベルに足を掛けた姿の高さ1.8メートルの銅像が萩駅前に建立され、除幕式は2016年10月14日に行われた。制作者は江里敏明である。
井上勝記念基金（the Masaru Inoue Scholarship）
井上勝記念基金はUCLの学生に与えられる奨学金で、日本国内で学問と生活体験をするため支給される。若き日にUCLで学んだ勝の栄誉を称え昭和59年（1984年）に設立された。
萩市自然と歴史の展示館
JR山陰本線萩駅構内にある旧萩駅舎は、現在、萩市自然と歴史の展示館として再利用されている。展示館には萩の紹介コーナーと鉄道コーナーがあり、鉄道資料と共に勝に関する数々の資料が展示されている。

## 演じた人
- 高橋幸治：大いなる旅路 (テレビドラマ) 1972年
- 山下徹大：映画『長州ファイブ』2006年公開
- 六角精児：ニッポンに蒸気機関車が走った日 (2018年4月11日、NHK BSプレミアム)

## 題材にした作品
- 江上剛『クロカネの道』（小説）PHP研究所、2017年3月刊
- 山本巧次『開化鐵道探偵』（小説）東京創元社、2017年5月刊
- 相生リサコ『陸蒸気はじめました。』（漫画）密林社、2019年8月刊